# 新横浜ラントラクト
新横浜L'ENTRACTE（しんよこはまらんとらくと）は、神奈川県横浜市港北区新横浜2-15-4にあり、新横浜ラーメン博物館の道を挟んだ真向かいにあり、2008年9月3日にグランドオープンしたコミュニケーションをテーマとした商業施設である。

## 施設概要
新横浜駅北口から徒歩数分の距離にあり、都会のオフィス街に山と滝が出現し、山の上部には四季折々に色づく木々が植えられている。その中にカフェ＆バー・フランス料理レストラン・ジャズバー・アーユルベーダ・占いのお店がある。
企画・運営はラー博を作った株式会社新横浜ラーメン博物館。代表取締役は岩岡洋志。

## 館内施設一覧
- カフェ＆バー【1F】
  - 営業時間：月‐土　11：30～23：00LO　/　日・祝祭　11：30～20：00LO
  - 定休日：年末年始休

- 占い「しるべ」【1F】
  - 営業時間：10:00-17:00
  - 定休日：水・木

- フランス料理【2F】
  - 営業時間：ランチ（11:00-14:30L.O）/ディナー（17:00-21:30L.O）
  - 定休日：年末年始

- ジャズバー【2F→RF】
  - 営業時間：18:00-24:00
  - 定休日：日曜日

- アーユルヴェーダサロン【3F】
  - 営業時間：10:00-17:00最終受付
  - 定休日：年末年始

※いずれの施設においても、上記の営業時間・定休日から変更になる場合がある。

## その他
- 交通
  - 東海道新幹線・横浜線 新横浜駅北口より徒歩5分
  - 横浜市営地下鉄 新横浜駅8番出口より徒歩1分